# Lepley-Nunatak
Der Lepley-Nunatak ist ein inselähnlicher Nunatak an der Eights-Küste des westantarktischen Ellsworthlands. Er ragt 3 km südwestlich der Dendtler-Insel inmitten des Abbot-Schelfeises nahe dessen östlichem Ende auf.
Entdeckt wurde er am 9. Februar 1961 bei Hubschrauberflügen von den Eisbrechern USS Glacier und USCGC Staten Island. Das Advisory Committee on Antarctic Names benannte ihn 1962 nach dem Ozeanographen Larry K. Lepley vom United States Hydrographic Office, der hier zwischen dem 12. und 15. Februar 1961 infolge eines schweren Schneesturms mit drei weiteren Wissenschaftlern biwakieren musste.